# Ceratophysella cavicola
Ceratophysella cavicola är en urinsektsart som först beskrevs av Börner 1901.  Ceratophysella cavicola ingår i släktet Ceratophysella och familjen Hypogastruridae. Inga underarter finns listade i Catalogue of Life.